# Werner Moring
Werner Moring (* 27. Oktober 1927 in Hasselfelde; † 27. November 1995 ebenda) war ein deutscher Skilangläufer.

## Werdegang
Moring beantragte am 22. Januar 1944 die Aufnahme in die NSDAP und wurde zum 20. April desselben Jahres aufgenommen (Mitgliedsnummer 10.046.782). Er startete für den ASK Vorwärts Oberhof, siegte in der Saison 1955/56 bei den DDR-Skimeisterschaften 1956 mit der Vereinsstaffel und belegte bei seiner einzigen Teilnahme an Olympischen Winterspielen in Cortina d’Ampezzo den 40. Platz im 30-km-Lauf sowie den 20. Rang im 50-km-Lauf. Auch im folgenden Jahr gewann er bei den DDR-Skimeisterschaften mit der Staffel und errang zudem über 50 km den dritten Platz sowie über 15 km den zweiten Platz. In der Saison 1957/58 triumphierte er zum dritten Mal in Folge bei den DDR-Skimeisterschaften 1958 mit der Staffel und kam über 15 km sowie 30 km jeweils auf den dritten Platz und über 50 km auf den zweiten Rang. Beim Saisonhöhepunkt, den Nordischen Skiweltmeisterschaften 1958 in Lahti, belegte er den 41. Platz über 15 km, den 33. Rang über 50 km und zusammen mit Rudolf Dannhauer, Adolf Jankowski und Cuno Werner den achten Platz mit der Staffel. In den folgenden Jahren wurde er bei den DDR-Skimeisterschaften 1959 und bei den DDR-Skimeisterschaften 1961 jeweils Zweiter mit der Staffel. Zudem holte er bei den DDR-Skimeisterschaften 1960 im 50-km-Lauf seinen einzigen Meistertitel im Einzel. Nach seiner Karriere war er als Skilanglauftrainer in Oberhof tätig. Seine Tochter Kerstin Moring nahm im Skilanglauf an den Olympischen Winterspielen 1988 teil.